# Whatever Happened to Benny Santini?
Whatever Happened to Benny Santini? (прибл. рус. Что же случилось с Бенни Сантини?) — дебютный альбом Криса Ри, выпущенный в 1978 году на LP, а через десять лет переизданный под лейблом Sony.

## История
Первый сингл альбома, «Fool (If You Think It’s Over)», обоснованно считается наиболее известной песней Криса и остаётся его лучшим хитом в США, достигнув 12-го места в чартах Billboard Hot 100, и 1-го в чартах Adult Contemporary Singles. В отличие от большинства других синглов Криса, «Fool…» не достиг большого успеха на UK Singles Chart, не попав в чарты в первом выпуске, и достигнув всего 30-го места во втором, выпущенном в 1979-м году с целью увеличить его популярность в Великобритании. Успеху также сопутствовал тот факт, что его постоянно крутили на Radio Caroline.
Название альбома является отсылкой к британскому лейблу звукозаписи (Magnet, с которым Крис в то время сотрудничал), решившего окрестить Криса Ри «Бенни Сантини» (имя, по слухам, некоторое время бывшее сценическим псевдонимом Криса) для более привлекательного звучания с коммерческой точки зрения.
Продюсером альбома Whatever Happened to Benny Santini? выступил Гас Даджен, в 1970-х сотрудничавший с Элтоном Джоном. По слухам, Ри не был удовлетворён окончательным миксом альбома; позже он найдёт способ исправить это, начав с альбомом избранных хитов New Light Through Old Windows (1988), где была записана новая версия песни «Fool…». Даджен продолжил продюсировать и следующий альбом Криса, Deltics.

## Список композиций
Слова и музыка всех песен — Криса Ри.
| №   | Название                              | Длительность |
| --- | ------------------------------------- | ------------ |
| 1.  | «Whatever Happened to Benny Santini?» | 4:22         |
| 2.  | «The Closer You Get»                  | 3:31         |
| 3.  | «Because of You…»                     | 3:57         |
| 4.  | «Dancing with Charlie»                | 3:52         |
| 5.  | «Bows and Bangles»                    | 3:58         |
| 6.  | «Fool (If You Think It’s Over)»       | 4:47         |
| 7.  | «Three Angels»                        | 3:26         |
| 8.  | «Just One of Those Days»              | 2:40         |
| 9.  | «Standing in Your Doorway»            | 3:53         |
| 10. | «Fires of Spring»                     | 3:54         |

### Синглы
1. «Fool (If You Think It’s Over)» с бонус-треком «Midnight Love».
2. «Whatever Happened to Benny Santini?» с бонус-треком «Three Angels».

## В записи участвовали
- Крис Ри — вокал, гитара, клавишные, синтезатор
- Роберт Авай — гитара
- Эдди Гай — гитара
- Пол Кио — гитара
- Фил Кэртис — басы
- Пэт Доналдсон[англ.] — басы
- Дэйв Марки — басы
- Йохан О’Нейлл — басы
- Род Арджент — клавишные, электро-пианино
- Кевин Лич — клавишные
- Макс Миддлтон[англ.] — клавишные
- Пит Уингфилд — клавишные, пианино
- Стив Грегори[англ.] — саксофон
- Дэйв Мэттекс[англ.] — барабаны
- Норман Ноузбэйт — барабаны
- Мартин Дитчэм — ударные
- Гас Даджен — ударные, бубен, музыкальный продюсер
- Фрэнк Рикотти[англ.] — ударные, конго, табла
- Джордж Вудхэд — ударные
- Дорин Чантер[англ.] — бэк-вокал
- Ирэн Чантер[англ.] — бэк-вокал
- Стюарт Эппс[англ.] — бэк-вокал
- Эйдриан Ри — барабаны